# Oscar Larrauri
Oscar Rubén Larrauri detto Poppy (Granadero Baigorria, 19 agosto 1954) è un ex pilota automobilistico argentino.
Campione europeo di Formula 3 nel 1982, nella stagione 1988 ha partecipato all'intero campionato Formula 1 con la scuderia italo-svizzera Eurobrun, mentre l'anno successivo ha preso parte solo ad alcune gare del campionato sostituendo Gregor Foitek alla guida dell'Eurobrun.

## Carriera

### Le formule minori
Larrauri si interessò al mondo dell'automobilismo a vent'anni, quando, insieme ad alcuni amici, acquistò una monoposto per partecipare ad alcune gare locali. Visti i buoni risultati ottenuti, prese parte ad alcune gare in Europa, al termine delle quali riuscì ad accaparrarsi alcuni sponsor, tra cui Marlboro e Coca Cola e concluse un contratto con Guido Forti e la Forti Corse, con cui vinse il campionato argentino di Formula 3 del 1979. Durante il 1980, poi, avvenne anche l'incontro con il manager italiano Paolo Pavanello che il pilota riteneva fondamentale nella sua crescita. Dopo alcuni anni di permanenza in F3 europea nel 1982 vinse il titolo, sbaragliando la concorrenza.

### Il mancato passaggio in Formula 1
Per la stagione 1983 di Formula 1 si ipotizzò un suo passaggio alla massima serie automobilistica ed effettivamente pareva che il pilota, grazie all'appoggio di un grosso sponsor, dovesse debuttare con la Ligier, ma, improvvisamente, il suo sponsor si tirò indietro e Larrauri si ritrovò senza contratto. Prese quindi contatti con Gian Carlo Minardi, che gli offrì una delle sue vetture per partecipare al campionato di Formula 2, ma la scarsità di fondi gli impedì di terminare la stagione. Prese quindi parte al Campionato mondiale Endurance senza conseguire risultati rilevanti.

### Gli anni successivi e l'esordio in F1

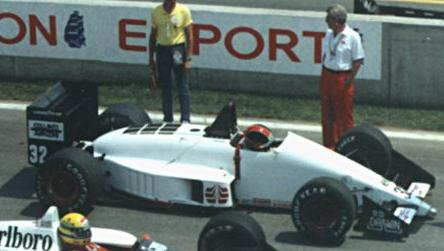
Larrauri nel 1988.

Negli anni seguenti il pilota argentino continuò a gareggiare nelle serie minori dell'automobilismo senza più conseguire i risultati precedenti. Solo nel 1988 poté debuttare in Formula 1 con il team Eurobrun. Vista la scarsa competitività del mezzo varie volte non riuscì a qualificarsi e il suo miglior risultato fu un tredicesimo posto. Terminata a fine 1989 la sua esperienza nella massima serie si dedicò alle competizioni a ruote coperte.

## Risultati in Formula 1
| 1988 | Scuderia | Vettura |    |    |     |    |     |     |     |    |    |    |     |     |     |    |    |     |  | Punti | Pos. |
| ---- | -------- | ------- | -- | -- | --- | -- | --- | --- | --- | -- | -- | -- | --- | --- | --- | -- | -- | --- |  | ----- | ---- |
| 1988 | EuroBrun | ER188   | NP | NQ | Rit | 13 | Rit | Rit | Rit | NQ | 16 | NQ | NPQ | NPQ | NPQ | NQ | NQ | Rit |  | 0     |      |

| 1989 | Scuderia | Vettura |  |  |  |  |  |  |  |  |  |  |  |     |     |     |     |     |  | Punti | Pos. |
| ---- | -------- | ------- |  |  |  |  |  |  |  |  |  |  |  | --- | --- | --- | --- | --- |  | ----- | ---- |
| 1989 | EuroBrun | ER189   |  |  |  |  |  |  |  |  |  |  |  | NPQ | NPQ | NPQ | NPQ | NPQ |  | 0     |      |

| Legenda | 1º posto     | 2º posto | 3º posto    | A punti         | Senza punti/Non class.  | Grassetto – Pole position Corsivo – Giro più veloce |
| Legenda | Squalificato | Ritirato | Non partito | Non qualificato | Solo prove/Terzo pilota | Grassetto – Pole position Corsivo – Giro più veloce |